# Felix Gasselich
Felix Gasselich (21 de desembre de 1955) és un exfutbolista austríac que va jugar com a migcampista a l'Àustria Wien, l'Ajax, el LASK Linz, el Wiener SC, el Grazer Athletik-Klub, el Kremser SC i el SR Donaufeld Wien, així com amb la Selecció de futbol d'Àustria.